# Лангле, Йоанн
Йоанн-Жан-Ноэль Лангле (фр. Yoann-Jean-Noël Langlet; род. 25 декабря 1982, Ле-Порт) — мавританский футболист французского происхождения, полузащитник.

## Клубная карьера
Профессиональную карьеру начал в 1999 году в дубле французского клуба «Бордо». В 2002 году он перешел в «Лаваль» из Лиги 2. 3 августа дебютировал в этой лиге, в победном матче против «Васкеаля» (1:0).
Затем он отправился в Швейцарию, где стал игроком «Больма» из третьего дивизиона. В 2004 году он перешёл в «Сьон» из Челлендж-лиги, но после сезона 2004/2005 вернулся в «Больм», также играя во втором дивизионе. В 2006 году он перешёл лихтенштейнский «Вадуц», с которым выиграл национальный Кубок в 2007 году.
В 2007 году стал игроком ливийского клуба «Аль-Иттихад». В сезоне 2007/2008 он выиграл с ним национальный чемпионат, а затем ушёл в швейцарский «Стад Ньон» из второй лиги.
Затем он продолжил свою карьеру в командах второго греческого двизиона, таких как «Ионикос», «Трасивулос» и «Верия», а в сезоне 2012/2013 играл в чемпионате Кипра за «Эносис». Следующие годы в карьере Лангле включали выступления на уровне четвёртой и пятой швейцарских лиг в командах «Фрибур», «Монте» и «Веве Юнайтед». Кроме того, ему довелось сыграть на Реюньоне за клубы «Труа-Бассен», «Жанна д’Арк», «Сен-Поль» и «Сен-Жиль».

## Карьера за сборную
В 2003 году Лангле согласился стать натурализованным гражданином Мавритании по приглашению француза Ноэля Тоси, который тогда был главным тренером национальной сборной Мавритании и хотел видеть его в составе команды. 12 октября он дебютировал в проигрышном матче отборочного турнира на чемпионат мира 2006 против Зимбабве (0:3). С 2003 по 2008 года Лангле сыграл за сборную 11 матчей и забил 4 гола.

### Голы за сборную
| №  | Дата            | Место                                             | Соперник | Счёт | Результат | Турнир                   |
| -- | --------------- | ------------------------------------------------- | -------- | ---- | --------- | ------------------------ |
| 1. | 14 ноября 2003  | Олимпийский стадион, Нуакшот, Мавритания          | Зимбабве | 1:0  | 2:1       | Квалификация на ЧМ 2006  |
| 2. | 3 сентября 2006 | Олимпийский стадион, Нуакшот, Мавритания          | Ботсвана | 4:0  | 4:0       | Квалификация на КАН 2008 |
| 3. | 3 июня 2007     | Олимпийский стадион, Нуакшот, Мавритания          | Египет   | 1-0  | 1-1       | Квалификация на КАН 2008 |
| 4. | 16 июня 2007    | Национальный стадион Ботсваны, Габороне, Ботсвана | Ботсвана | 1-2  | 1-2       | Квалификация на КАН 2008 |

## Достижения
«Вадуц»
- Обладатель Кубка Лихтенштейна: 2006/07

«Аль-Иттихад» (Триполи)
- Чемпион Ливии: 2007/08